# Drăgănești, Bihor
Drăgănești là một xã thuộc hạt Bihor, România. Dân số thời điểm năm 2002 là 2927 người.